# Belén Blanco
Belén Blanco (Casbas, Buenos Aires, Argentina) és una actriu argentina de cinema, televisió i teatre, directora i productora de cinema independent.

## Filmografia

### Cinema
| Any  | Títol                                 | Personatge | Director            |
| ---- | ------------------------------------- | ---------- | ------------------- |
| 2016 | La Naturaleza                         | -          | Belén Blanco        |
| 1993 | El caso María Soledad                 | Fernanda   | Héctor Olivera      |
| 1996 | Picado fino                           | Ana        | Esteban Sapir       |
| 1997 | El impostor                           | Teresita   | Alejandro Maci      |
| 1998 | La sonámbula                          | Carolina   | Fernando Spiner     |
| 2000 | Bajar es lo peor                      | Carolina   | Leyla Grumberg      |
| 2003 | Lisboa                                | Victoria   | Néstor Lescovich    |
| 2003 | La vida por Perón                     | Norma      | Sergio Bellotti     |
| 2004 | La puta y la ballena                  | Matilde    | Luis Puenzo         |
| 2004 | La monja                              | Julia      | Luis de la Madrid   |
| 2006 | Las manos                             | Silvia     | Alejandro Doria     |
| 2009 | Pastora, el enigma del monte albornoz | -          | Alfredo Salinas     |
| 2011 | Graba                                 | María      | Sergio Mazza        |
| 2012 | Zuga                                  | Hoki       | Eduardo López López |
| 2013 | El gurí                               | -          | Sergio Mazza        |

## Televisió

### Sèries
| Any       | títol                             | Canal      |
| --------- | --------------------------------- | ---------- |
| 1993      | Socorro, sobrinos                 | Canal 7    |
| 1993/1995 | Alta Comedia                      | Canal 9    |
| 1993      | Mi mamá me ama                    | Canal 9    |
| 1994      | Para toda la vida                 | Telefe     |
| 1994/1995 | Sin condena                       | Canal 9    |
| 1994      | Nueve lunas                       | Canal 13   |
| 1994      | Dónde estás, amor de mi vida?     | Canal 13   |
| 1996      | De poeta y de loco                | Canal 13   |
| 1998      | El Rafa                           | Telefe     |
| 1998      | Lo dijo papá                      | Canal 9    |
| 1999      | Mamitas                           | Canal 9    |
| 1999      | Vulnerables                       | Canal 13   |
| 2001      | El Hacker 2001                    | Telefe     |
| 2002      | Tumberos                          | América TV |
| 2003      | Disputas                          | Telefe     |
| 2006      | El tiempo no para                 | Canal 9    |
| 2010      | La Riera (sèrie)                  | TV3        |
| 2015      | Los siete locos y los lanzallamas | Canal 7    |

## Teatre
- Los invertidos (1991/1992)
- Roberto Zucco (1994)
- El amor (1995)
- Don Juan (1998)
- A propósito de la duda (Teatro por la identidad) (2001)
- Los murmullos (2002)
- Kleines Helnwein (2000/2004)
- 300 Millones (2007)
- Aniquilados (2007)
- Cara de fuego (2008)
- Cash (2009)
- Querido Ibsen: Soy Nora (2013/2014)
- El don (2015)
- La señorita Julia (2016)